# Shibushi
Shibushi (jap. 志布志市 Shibushi-shi) ist eine Stadt in der Präfektur Kagoshima auf der Ōsumi-Halbinsel in Japan.

## Geschichte
Shibushi wurde am 1. Januar 2006 aus der Vereinigung der Gemeinden Ariake (有明町, -chō), Matsuyama (松山町, -chō) und Shibushi (志布志町, -chō) des Landkreises Soo gegründet.

## Weblinks

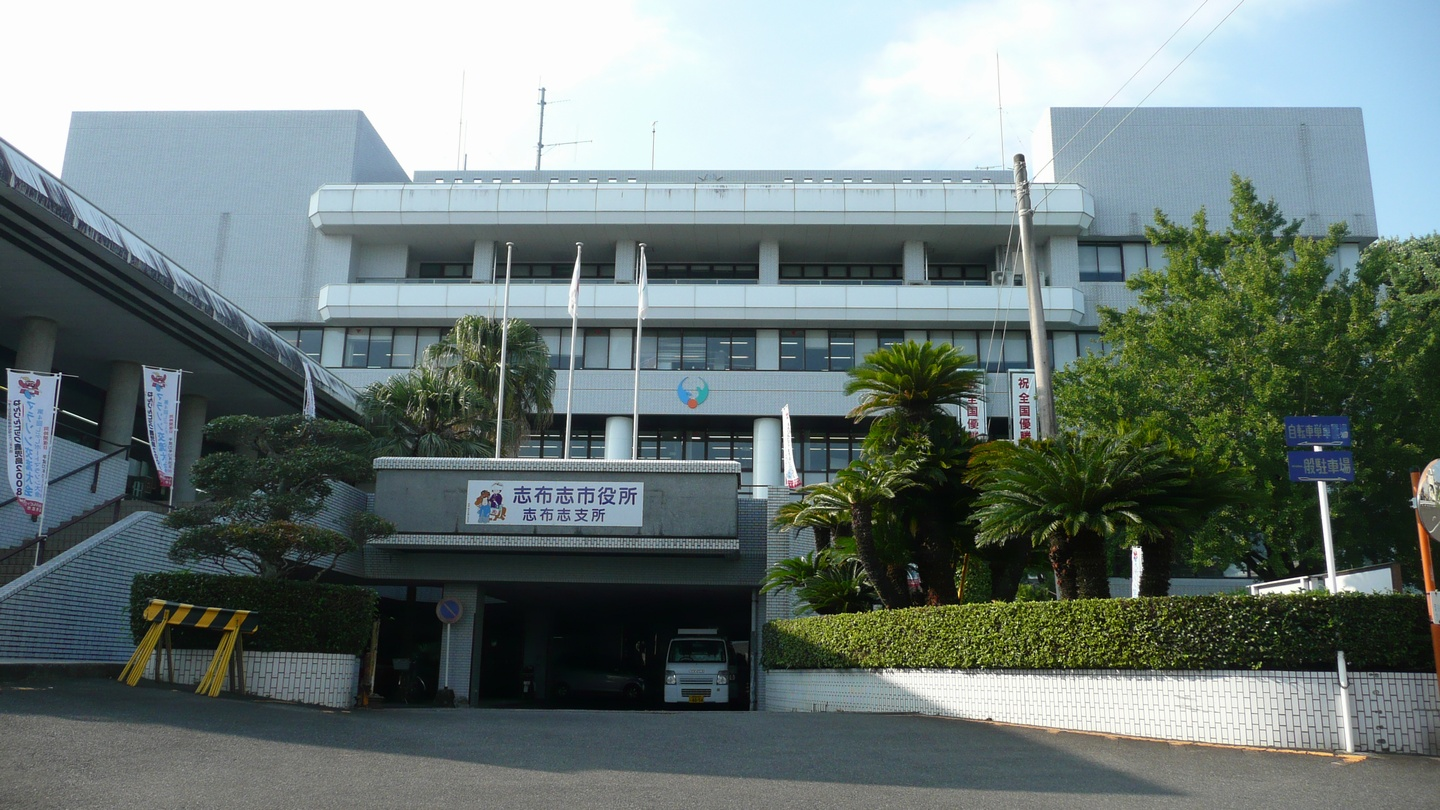
Rathaus von Shibushi

## Verkehr
- Straße:
  - Nationalstraßen 220, 269, 448
- Zug:
  - JR Nichinan-Linie: nach Miyazaki

## Angrenzende Städte und Gemeinden
- Präfektur Kagoshima
  - Soo
  - Ōsaki
- Präfektur Miyazaki
  - Miyakonojo
  - Kushima